# Koetoi (rzeka)
Koetoi (jap. 声問川 Koetoi-gawa) – rzeka w Japonii, na północnym krańcu wyspy Hokkaido. Jej długość wynosi 41,9 km, a powierzchnia dorzecza to 294,8 km².